# Calypso (1926)
Calypso (Q126) – francuski okręt podwodny z okresu międzywojennego i II wojny światowej, jedna z czterech jednostek typu Circé. Okręt został zwodowany 15 stycznia 1926 roku w stoczni Schneider w Chalon-sur-Saône, a do służby w Marine nationale wszedł w czerwcu 1929 roku. Jednostka pełniła służbę na Morzu Śródziemnym i wzięła udział w kampanii norweskiej, a od zawarcia zawieszenia broni między Francją a Niemcami znajdowała się pod kontrolą rządu Vichy. W grudniu 1942 roku okręt został przejęty przez Niemców w Bizercie i przekazany Włochom. Jednostka nie zdążyła wejść do służby w Regia Marina, gdyż 30 stycznia 1943 roku została zatopiona w Bizercie przez alianckie samoloty.

## Projekt i budowa
„Calypso” zamówiona została na podstawie programu rozbudowy floty francuskiej z 1922 roku. Okręt, zaprojektowany przez inż. Jeana Simonota, zbliżony był wielkością i parametrami do typu Sirène. Jednostka charakteryzowała się wysoką manewrowością i silnym uzbrojeniem, lecz miała zbyt długi czas zanurzenia, a ciasnota wnętrza powodowała trudności w obsłudze mechanizmów okrętowych przez załogę.  
„Calypso” zbudowana została w stoczni Schneider w Chalon-sur-Saône. Stępkę okrętu położono w lutym 1923 roku, został zwodowany 15 stycznia 1926 roku, a do służby w Marine nationale przyjęto go w czerwcu 1929 roku. Jednostka otrzymała numer burtowy Q126.

## Dane taktyczno–techniczne
„Calypso” była średniej wielkości okrętem podwodnym o konstrukcji dwukadłubowej. Długość całkowita wynosiła 62,48 metra, szerokość 6,2 metra i zanurzenie 3,99 metra. Wyporność w położeniu nawodnym wynosiła 615 ton, a w zanurzeniu 776 ton. Okręt napędzany był na powierzchni przez dwa dwusuwowe silniki wysokoprężne Schneider-Carels o łącznej mocy 1250 koni mechanicznych (KM). Napęd podwodny zapewniały dwa silniki elektryczne o łącznej mocy 1000 KM. Dwuśrubowy układ napędowy pozwalał osiągnąć prędkość 14 węzłów na powierzchni i 7,5 węzła w zanurzeniu. Zasięg wynosił 3500 Mm przy prędkości 9 węzłów w położeniu nawodnym oraz 75 Mm przy prędkości 5 węzłów pod wodą. Zbiorniki paliwa mieściły 60 ton oleju napędowego, a energia elektryczna magazynowana była w bateriach akumulatorów typu D liczących 140 – 144 ogniwa. Dopuszczalna głębokość zanurzenia wynosiła 80 metrów, a autonomiczność 20 dób.
Okręt wyposażony był w 7 wyrzutni torped kalibru 550 mm: dwie wewnętrzne i dwie zewnętrzne na dziobie, jedną wewnętrzną na rufie oraz jeden podwójny obrotowy zewnętrzny aparat torpedowy za kioskiem, z łącznym zapasem 13 torped. Uzbrojenie artyleryjskie stanowiło działo pokładowe kal. 75 mm M1925 L/35 oraz dwa karabiny maszynowe kal. 8 mm (2 x I).
Załoga okrętu składała się z 3 oficerów oraz 38 podoficerów i marynarzy.

## Służba
W momencie wybuchu II wojny światowej okręt pełnił służbę na Morzu Śródziemnym, wchodząc w skład 13. dywizjonu 5. eskadry 1. Flotylli okrętów podwodnych stacjonującej w Tulonie. Dowódcą jednostki był w tym okresie kpt. mar. J.M Petit. W końcu 1939 roku okręt był remontowany w Tulonie. 28 marca 1940 roku „Calypso” (wraz z bliźniaczymi „Circé”, „Thétis” i „Doris”) wyszła z Oranu w konwoju 17-R, udając się przez Cieśninę Gibraltarską do Brestu. Następnie jednostki udały się do Harwich, by wspomóc Brytyjczyków w kampanii norweskiej („Calypso” przybyła do portu w dniu 19 kwietnia). 24 kwietnia okręt wyszedł na pierwszy patrol. 29 kwietnia 1940 roku okręt udał się na patrol pod Texel, wracając do Harwich w dniu 11 maja z powodu niskiego poziomu paliwa. 17 maja jednostka udała się na krótki remont do Lowestoft. 22 maja „Calypso” opuściła dok i powróciła do Harwich, skąd 23 maja wypłynęła w konwoju FN-78, by następnego dnia osiągnąć Rosyth. 25 maja „Calypso” dołączyła do mini-konwoju składającego się z „Circé”, „Thétis” i okrętu-bazy okrętów podwodnych „Jules Verne”, płynącego z Rosyth do Dundee, które okręty osiągnęły bezpiecznie wieczorem. 4 czerwca jednostka (wraz z innymi francuskimi okrętami podwodnymi) udała się w rejs powrotny do Francji. Po przybyciu do Brestu okręt był remontowany w tamtejszej stoczni. 18 czerwca, wobec zbliżania się wojsk niemieckich do portu w Breście, „Calypso” ewakuowała się do Casablanki (razem z okrętami podwodnymi „Casabianca”, „Sfax”, „Poncelet”, „Persée”, „Ajax”, „Circé”, „Thétis”, „Méduse”, „La Sibylle”, „Amazone”, „Antiope”, „Orphée” i „Amphitrite”).
Po zawarciu zawieszenia broni między Francją a Niemcami okręt znalazł się pod kontrolą rządu Vichy. Następnie jednostka została rozbrojona w Bizercie. Na przełomie 1941 i 1942 roku okręt został wycofany z czynnej służby. Po rozpoczęciu przez Niemcy okupacji terenów podległych rządowi Vichy, 8 grudnia 1942 roku okręt został przejęty przez Niemców w Bizercie i przekazany Włochom. Jednostka nigdy nie weszła do służby w Regia Marina, gdyż 30 stycznia 1943 roku została zatopiona w Bizercie w wyniku nalotu amerykańskiego i brytyjskiego lotnictwa.